# صمام الكروي

الصمام المُكَّور أو الصمام الكروي وهو صمام ذو حركة دائرية ويكون بداخله تجويف يكون باتجاه الجريان عند الفتح ، وباتجاه عمودي على اتجاه الجريان عند الغلق. وتكون هذه الصمامات سريعة العمل.

## طريقة عمله
الصمامات الكروية هي الصمامات التي تستعمل كرة لإيقاف أو بدء جريان السائل وهي تؤدي نفس الوظيفة التي تؤديها الأقراص في الصمامات البوابية فعندما يدار مقبض الصمام تدور الكرة إلى نقطة تجعل فتحة الكرة تتوافق مع مدخل ومخرج الصمام وعند الغلق يتم تدوير هذه الكرة ربع دورة حتى تصبح الكرة في الوضع الذي تكون فيه الفتحة عمودية على اتجاه الجريان.
تستعمل الصمامات الكروية أيضاً في محطات المعالجة وفي كل من السفن وخطوط نفل مياه البحر وناقلات النفط

## إيجابيات
من محاسن استعمالاته:
- رخيص الثمن وقليل الكلفة.
- محكم الغلق، لا يحتاج إلى الكثير من التزييت.
- ويتحمل ضغوط اقل من 5000 psi.

## سلبيات
أما مساوئه فهو أنه لا يستعمل للخنق، حيث أن تقليل فتحته سيؤدي إلى تآكل الأجزاء الداخلية بسبب السرعة العالية للجريان.